# Pemex
Pemex (Petróleos Mexicanos) – meksykańskie państwowe przedsiębiorstwo naftowe, jeden z największych koncernów tej branży na świecie. Jego działalność obejmuje poszukiwanie, wydobycie, przerób, magazynowanie i dystrybucję ropy naftowej, gazu ziemnego i produktów pochodnych, na które ma on usankcjonowany prawnie monopol. Siedziba spółki znajduje się w mieście Meksyk.
Spółka powstała w lipcu 1938 roku, w następstwie przejęcia przez rząd meksykański, decyzją prezydenta Lázaro Cárdenasa, aktywów zagranicznych przedsiębiorstw naftowych. W latach 70. XX wieku przeprowadzono wielkie inwestycje, które pozwoliły na potrojenie wielkości wydobycia ropy. W rezultacie Meksyk stał się samowystarczalny pod względem jej produkcji i stał się jej istotnym eksporterem. Dobrą passę przerwało załamanie światowych cen ropy i kryzys zadłużeniowy kraju w latach 1981/1982. W latach 90. przeprowadzono restrukturyzację spółki i jej ograniczoną prywatyzację. Pemex pozostaje istotnym źródłem dochodu dla meksykańskiego rządu, który oscyluje w granicach 1/3 ogółu wpływów budżetowych.